# Жанаталап (Байдибекский район)
Жанаталап (каз. Жаңаталап) — село в Байдибекском районе Туркестанской области Казахстана. Входит в состав Агибетского сельского округа. Код КАТО — 513633300.

## Население
В 1999 году население села составляло 387 человек (194 мужчины и 193 женщины). По данным переписи 2009 года, в селе проживали 372 человека (181 мужчина и 191 женщина).